# Olympische Sommerspiele 1936/Teilnehmer (Philippinen)
| Gelbes Symbol für Goldmedaillen mit stilisierten Olympischen Ringen | Graues Symbol für Silbermedaillen mit stilisierten Olympischen Ringen | Braundes Symbol für Bronzemedaillen mit stilisierten Olympischen Ringen |
| ------------------------------------------------------------------- | --------------------------------------------------------------------- | ----------------------------------------------------------------------- |
| —                                                                   | —                                                                     | 1                                                                       |

Die Philippinen nahmen an den Olympischen Sommerspielen 1936 in Berlin mit einer Delegation von 28 Athleten teil. Die Basketballmannschaft erreichte den fünften Platz, die einzige Medaille (Bronze) erreichte der Leichtathlet Miguel White.

## Medaillengewinner

### Bronze
- Miguel White

## Teilnehmerliste

### Basketball
| Spieler | Disziplin | Platz |
| --- | --------- | ----- |
| Charles Borck, Jacinto Ciria Cruz, Primitivo Martínez, Jesús Marzan, Franco Marquicias, Amador Obordo, Bibiano Ouano, Ambrosio Padilla, Fortunato Yambao, John Worrell, Primitivo Martínez | Männer    | 5.    |

### Boxen
| Athlet              | Gewicht | Platz |
| ------------------- | ------- | ----- |
| Felipe Nunag        | 50,8 kg | 9.    |
| Oscar de Larrazábal | 53,5 kg | 5.    |
| Felipe Gabuco       | 57,2 kg | 16.   |
| José Padilla        | 61,2 kg | 5.    |
| Simplicio de Castro | 66,7 kg | 5.    |

### Leichtathletik

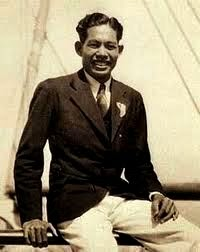
Simeon Toribio

| Athlet            | Disziplin    | Wertung | Platz              |
| ----------------- | ------------ | ------- | ------------------ |
| Nemesio de Guzman | 100 m        | 11,1 s  | ausgeschieden      |
| Nemesio de Guzman | 200 m        | 22,9 s  | ausgeschieden      |
| Teodoro Malasig   | 400 m Hürden | 56,1 s  | ausgeschieden      |
| Niño Ramírez      | Weitsprung   | –       | nicht qualifiziert |
| Antonio Salcedo   | 100 m        | ?       | ausgeschieden      |
| Antonio Salcedo   | 200 m        | ?       | ausgeschieden      |
| Simeon Toribio    | Hochsprung   | 1,85 m  | 12.                |
| Miguel White      | 110 m Hürden | ?       | ausgeschieden      |
| Miguel White      | 400 m Hürden | 52,8    | Bronze             |

### Ringen
| Athlet        | Disziplin | Gewicht | Platz         |
| ------------- | --------- | ------- | ------------- |
| Aatos Jaskari | Freistil  | 56 kg   | ausgeschieden |

### Schießen
| Name            | Disziplin                  | Punkte | Rang          |
| --------------- | -------------------------- | ------ | ------------- |
| Martin Gison    | Kleinkaliber liegend, 50 m | 296    | 4.            |
| Martin Gison    | Scheibenpistole            | 511    | 30.           |
| Martin Gison    | Schnellfeuerpistole        | ?      | ausgeschieden |
| Otoniel Gonzaga | Kleinkaliber liegend, 50 m | 291    | 32.           |
| Otoniel Gonzaga | Scheibenpistole            | 501    | 37.           |
| Otoniel Gonzaga | Schnellfeuerpistole        | ?      | ausgeschieden |

### Schwimmen

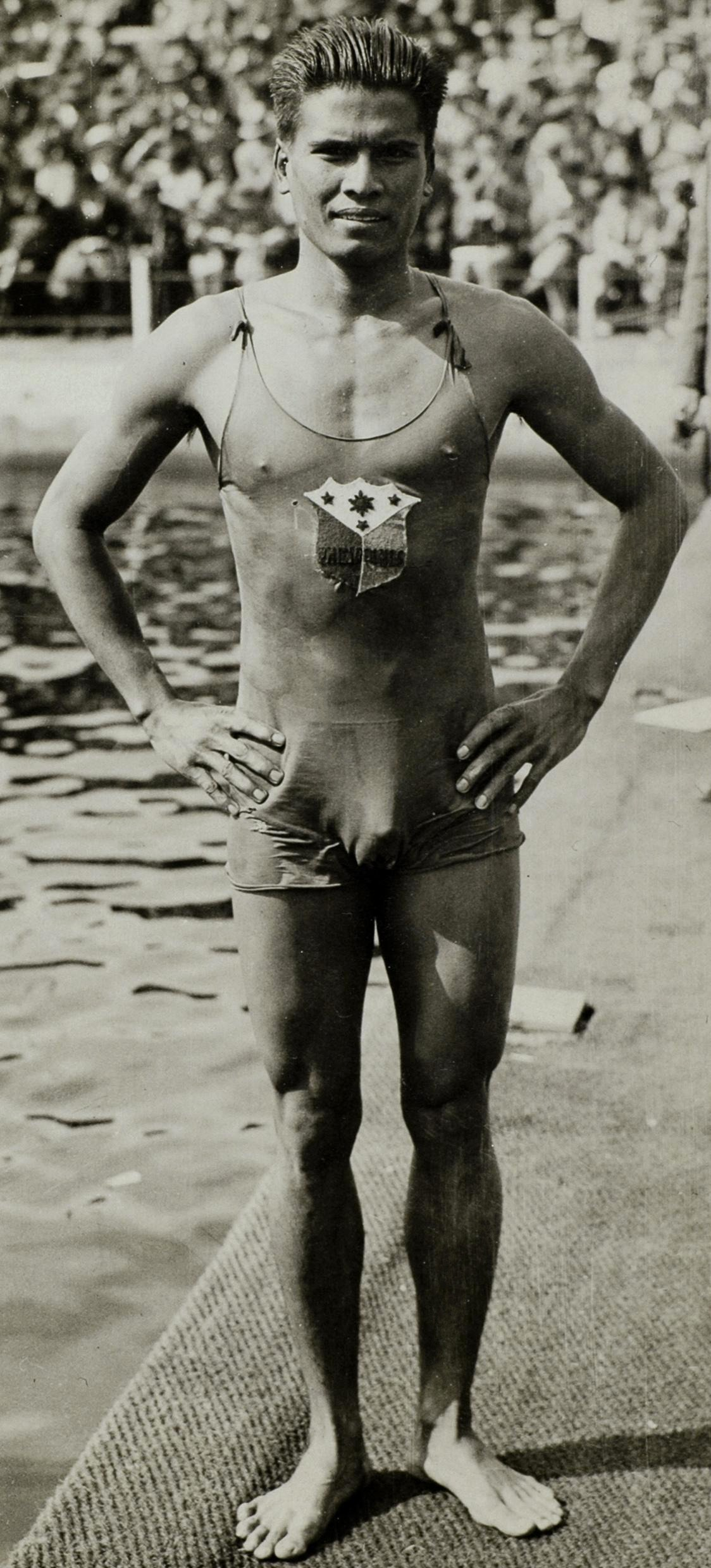
Teófilo Yldefonso

| Athlet             | Disziplin          | Rang          |
| ------------------ | ------------------ | ------------- |
| Jikirum Adjaluddin | 100 m Freistil     | ausgeschieden |
| Jikirum Adjaluddin | 4 × 200 m Freistil | ausgeschieden |
| Jikirum Adjaluddin | 200 m Brust        | ausgeschieden |
| Arsad Alpad        | 200 m Brust        | ausgeschieden |
| Arsad Alpad        | 4 × 200 m Freistil | ausgeschieden |
| Nils Christiansen  | 100 m Brust        | ausgeschieden |
| Nils Christiansen  | 4 × 200 m Freistil | ausgeschieden |
| José Obial         | 100 m Freistil     | ausgeschieden |
| José Obial         | 4 × 200 m Freistil | ausgeschieden |
| Teófilo Yldefonso  | 200 m Brust        | 7.            |